# International Lunar Research Station
Het International Lunar Research Station (ILRS) (Chinees: 国际月球科研站, Russisch: Международная научная лунная станция) is een geplande maanbasis die sinds 2022 wordt geleid door de China National Space Administration (CNSA). Het ILRS zal dienen als een uitgebreide wetenschappelijke experimentenbasis die op het maanoppervlak of in een baan om de maan is gebouwd en die multidisciplinaire wetenschappelijke onderzoeksactiviteiten kan uitvoeren, waaronder exploratie en gebruik, op de maan gebaseerde observatie, fundamenteel wetenschappelijk experiment en technische verificatie, en langdurige autonome werking. Verklaringen van CNSA en Roscosmos benadrukken dat het project "open zal staan voor alle geïnteresseerde landen en internationale partners." De ILRS-bouwmissies zullen naar verwachting beginnen na de voltooiing van de Chang'e 8-missie in 2028.

## Rusland
Het Russische ruimtevaartagentschap Roscosmos was oorspronkelijk een van de initiatiefnemers van het ILRS. De Chinese kant realiseerde zich echter vrij snel dat Roscosmos niet op betrouwbare wijze kon leveren. De lanceringsdata voor o.a. Luna 25 werden steeds verder uitgesteld. Zoals Wang Qiong (王琼) van het Center for Lunar Exploration and Space Projects van het CNSA op 21 september 2022 op het jaarlijkse congres van de Internationale Astronautische Federatie het ILRS in Parijs presenteerde, noemde hij Rusland niet meer.
Tijdens een staatsbezoek van de Russische premier Michail Misjoestin aan Peking kwam Misjoestin op 19 december 2023 met zijn Chinese ambtgenoot Li Qiang overeen dat de politieke leiders van de twee landen de bouw van het ILRS zouden blijven voortzetten. De geplande Russische maansonde Luna 26 moet metingen uitvoeren samen met de sonde van Chang'e 7, en de Russische kant zal een wetenschappelijke lading leveren voor de lander van die sonde.
Dit was een project waaraan Wu Weiren, destijds technisch directeur van het maanprogramma bij de CNSA en sinds 8 juni 2022 hoofd van het Deep Space Exploration Laboratory van de CNSA in Hefei, sinds 2019 samenwerkte met Russische collega's.